# Dolichestola nigricornis
Dolichestola nigricornis är en skalbaggsart som beskrevs av Stefan von Breuning 1942. Dolichestola nigricornis ingår i släktet Dolichestola och familjen långhorningar. Inga underarter finns listade i Catalogue of Life.